# Ezzelino I da Romano
Ezzelino I da Romano detto "il Balbo" (tra il 1100 e il 1115 – dopo il 1183) è stato un nobiluomo e politico italiano, attivo principalmente nella vita pubblica del Comune di Treviso.

## Biografia
Figlio di Alberico di Ecelo da Romano e di Cunizza, nacque probabilmente nel primo quindicennio del XII secolo. Viene citato nei documenti a partire dal 1135, quando testimoniò alla vendita di una massaricia da parte di due coniugi di Mestre al monastero dei Santi Secondo ed Erasmo di Venezia; il fatto che Ezzelino sia citato per secondo, dopo il conte di Treviso Rambaldo, è un segnale del prestigio di cui godeva nella città della Marca.
La cosa viene confermata in occasione della pace di Fontaniva nel 1147, quando il suo nome compare tra quelli dei rappresentanti del Comune di Treviso che sottoscrissero il trattato (gli altri erano il fratello Olderico Sclavo e Gualperto da Cavaso). Secondo Sante Bortolami, tuttavia i da Romano non giurarono quali delegati della città, ma «in esclusiva rappresentanza di sé stessi» in quanto signori di un territorio di grande importanza, allo sbocco del Brenta in pianura.
Negli anni successivi, pur mantenendo e rafforzando i propri interessi attorno alla pedemontana del Grappa, Ezzelino si fece sempre più coinvolgere nella vita pubblica trevigiana. Gli scritti dell'epoca dimostrano una fitta rete di legami, soprattutto di tipo vassallatico, con il vescovado locale e il capitolo dei canonici. Si può quindi ipotizzare che per i da Romano, così come per altre famiglie signorili, il potere ecclesiastico fu il mezzo con cui riuscirono a inserirsi nella politica e nella vita economica di Treviso.
Nel 1179 risulta inscritto nella curia dei vassalli dell'abbazia benedettina di Santa Maria di Mogliano..
Nel 1164, assieme al conte Schinella, a Gerardino da Camposampiero e a Gualpertrino da Cavaso, sottoscrisse il giuramento con cui i rappresentanti di Caneva, centro fortificato situato in territorio patriarchino, si impegnavano ad aprire il loro castello ai Trevigiani e a sostenere in guerra il Comune, in particolare contro il patriarca di Aquileia.
Negli anni 1159-1160 fu coinvolto in una vertenza contro il vescovo di Frisinga attorno al possesso della curtis di Godego, di cui la sua famiglia era stata infeudata dall'inizio del XII secolo. Ezzelino era stato privato dell'investitura non avendo prestato al prelato il debito omaggio, ma in seguito la riottenne grazie al pagamento di cento marche d'argento. Secondo Andrea Castagnetti, questo episodio dimostra come Ezzelino si tenesse distante dal potere imperiale, schierandosi, anzi, con i nemici di Federico I Barbarossa. Divenne così uno dei sostenitori della Lega Lombarda, tanto da divenire uno dei protagonisti, accanto ai rappresentanti delle città padane, delle trattative di Montebello del 16 aprile 1175; l'indomani fu proprio lui, assieme ad Anselmo da Dovara, a suggellare l'accordo scambiando il bacio della pace con l'imperatore. A conferma del prestigio raggiunto in quest'ambito, Ezzelino è citato nel privilegio noto come "pace di Costanza" del 1183.
Morì probabilmente poco dopo il 1183, visto che l'accordo stipulato tra Trevigiani e Cenedesi nel 1184 è sottoscritto, tra gli altri, da un Ezelinellus da identificare con il figlio Ezzelino II.